# Гаврилов, Михаил Иванович
Михаи́л Ива́нович Гаври́лов (до 1942 года — Михаил Иванович Баляса; 23 февраля 1924, Великая Камышеваха — 16 января 2009, Краматорск) — Герой Советского Союза. Стрелок 3-го стрелкового батальона 17-го гвардейского стрелкового полка, 5-я гвардейская стрелковая дивизия, 11-я гвардейская армия, 3-й Белорусский фронт, гвардии рядовой.

## Биография
Михаил Иванович Баляса родился 23 февраля 1924 года в селе Великая Камышеваха Барвенковский район Харьковская область в семье крестьянина. Украинец. Окончил 7 классов. В 1942 году изменил фамилию Баляса на Гаврилов. В армии с августа 1942 по 1946 год. В боях Великой Отечественной войны с декабря 1942 по 9 мая 1945 года.

## Подвиг
.

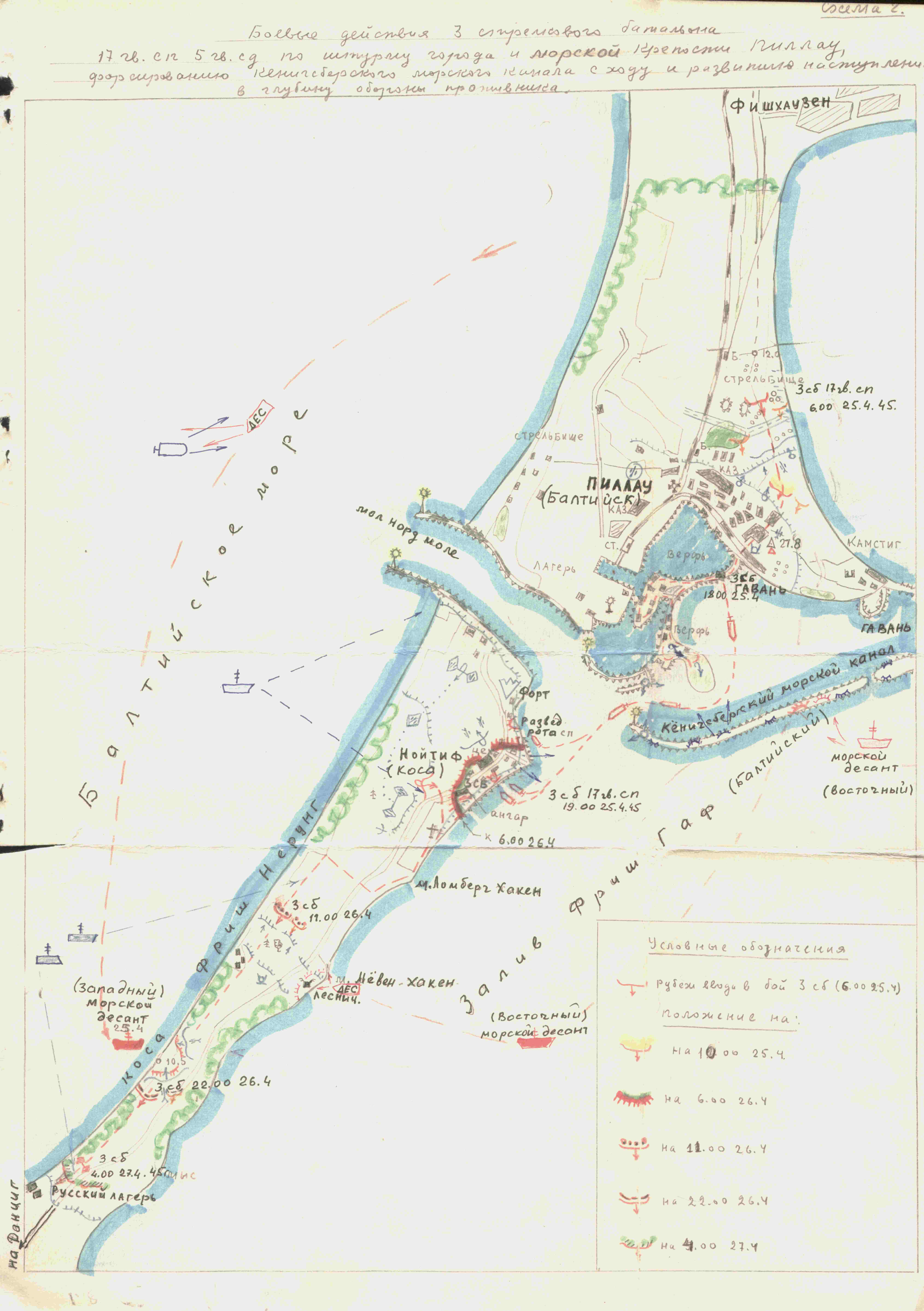
Боевые действия 3-го сб 17 гв. сп 5 гв. сд (комбат А. Дорофеев) в штурме Пиллау (Балтийск), при форсировании пролива Зеетиф, высадке десанта и захвате плацдарма на косе Фрише-Нерунг.

Стрелок 3-го стрелкового батальона 17-го гвардейского стрелкового полка, 5-я гвардейская стрелковая дивизия, 11-я гвардейская армия, 3-й Белорусский фронт гвардии рядовой Гаврилов М. И. с 18-ти часов 25 апреля 1945 года в составе передового отряда 17-го гвардейского стрелкового полка под командованием командира 3-го стрелкового батальона гвардии майора Дорофеева А. В. форсировал пролив Зеетиф, соединяющий Балтийское море с заливом Фришес-Хафф. Когда автомобиль-амфибия наткнулась на подводные сваи М. Гаврилов первым бросился в холодную воду и огнём из автомата прикрыл своих товарищей, ворвался во вражескую позицию и обеспечил захват плацдарма на косе Фрише-Нерунг. Участвовал в отражении 6 контратак.
За мужество и отвагу, проявленные при форсировании пролива Зеетиф, высадке десанта на косу Фрише-Нерунг двадцати шести гвардейцам было присвоено звание Герой Советского Союза, в том числе двенадцати из 17-го гвардейского стрелкового полка подполковника Банкузова А. И. восьмерым из батальона гвардии майора Дорофеева А. В.: гв. рядовой Гаврилов, Михаил Иванович — стрелок; — гв. младший сержант Дёмин, Николай Николаевич — наводчик орудия; — гв. младший сержант Ерёмушкин, Василий Александрович — комсорг батальона; — гв. старший лейтенант Нехаенко, Степан Яковлевич — командир 7-й роты; — гв. старший лейтенант Панкратов, Василий Никитович — заместитель командира батальона по политической части; — гв. младший лейтенант Суворов, Александр Иванович — командир миномётного взвода; — гв. капитан Чугуевский, Леонид Захарович — заместитель командира батальона; — гв. младший лейтенант Шитиков, Иван Павлович — парторг батальона.
В 1946 году демобилизован. Жил в Краматорске Донецкой области. Работал слесарем на металлургическом заводе. Умер от фронтовых ран 16.01.2009 в Краматорске Донецкой области.

## Награды
- Герой Советского Союза
- Орден Ленина
- Орден Красной Звезды
- Орден Отечественной войны I степени
- Орден Славы III степени
- Медаль «За взятие Кёнигсберга»
- Медаль «В ознаменование 100-летия со дня рождения Владимира Ильича Ленина»
- Медаль «За победу над Германией в Великой Отечественной войне 1941—1945 гг.»
- Юбилейная медаль «Двадцать лет Победы в Великой Отечественной войне 1941—1945 гг.»
- Юбилейная медаль «Тридцать лет Победы в Великой Отечественной войне 1941—1945 гг.»
- Медаль «Сорок лет Победы в Великой Отечественной войне 1941—1945 гг.»
- Юбилейная медаль «50 лет Победы в Великой Отечественной войне 1941—1945 гг.»
- Юбилейная медаль «60 лет Победы в Великой Отечественной войне 1941—1945 гг.»

## Память
- Имя Героя высечено золотыми буквами в зале Славы Центрального музея Великой Отечественной войны в Парке Победы г. Москва.
- На могиле Героя установлен надгробный памятник.